# Ahn Jung-hwan
Dans ce nom coréen, le nom de famille, Ahn, précède le nom personnel.
Pour les articles homonymes, voir Ahn.
Dans ce nom coréen, le nom de famille, Ahn, précède le nom personnel.
Ahn Jung-hwan (hangeul : 안정환, hanja : 安貞桓, prononcé en coréen /an.dʑʌŋ.ɦwan/ ou /an.tɕʌŋ.ɦwan/) est un footballeur sud-coréen, né le 27 janvier 1976 à Paju, dans la province de Gyeonggi.

## Biographie

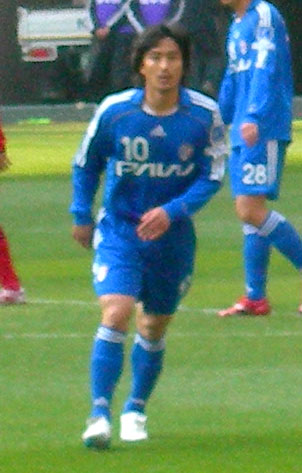
Ahn Jung-hwan en avril 2007.

### Club
Ahn Jung-hwan part de Corée pour l'Italie et le Pérouse Calcio en 2000. Il déclare en janvier 2013 y avoir été mal accueilli, et y avoir subi des remarques racistes, notamment de Marco Materazzi.
Il a été connu au niveau international à la suite de son but en or pour la Corée du Sud face à l'Italie en huitièmes de finale de la Coupe du monde 2002. Le jour suivant son but, le président de son club, Luciano Gaucci, déclare à la presse : « Je n'ai pas l'intention de payer le salaire de quelqu'un qui a ruiné le football italien »,,. Ahn déclare à son tour : « Je ne souhaite pas rester dans un club qui attaque ma personne au lieu de me féliciter pour mon but en Coupe du monde ». Le club met par la suite fin à son contrat.
Il est le meilleur buteur asiatique avec le Saoudien Sami al-Jaber en Coupe du monde de football – deux en 2002 et un en 2006.
En mars 2009, Ahn signe un contrat de trois mois avec le club chinois Dalian Shide Football Club dont il devient le joueur clé ; il marque son premier but en championnat le 18 avril 2009,. Il prolonge son contrat jusqu'en décembre 2010, malgré l'intention de plusieurs grands clubs asiatiques de l'acquérir et devient capitaine de l'équipe à l'issue de la saison 2010.
Ahn annonce sa retraite le 31 janvier 2012, voulant consacrer plus de temps pour sa famille.

### Vie privée

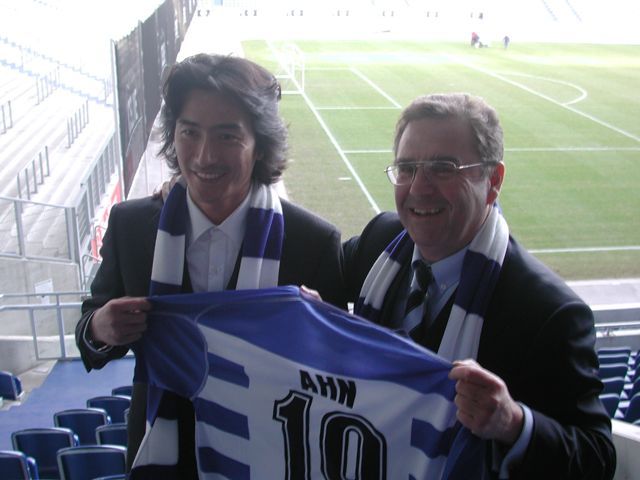
Ahn rejoint Duisbourg en février 2006

Ahn est parfois appelé le Seigneur des anneaux par ses fans coréens. Il a hérité de son surnom car il embrasse sa bague de mariage à chaque but qu'il inscrit – il est marié à une ancienne Miss Corée Lee Hye-won depuis 2001.
En plus du football, il est apparu en tant que mannequin pour plusieurs marques coréennes. Les médias coréens le comparent souvent physiquement à l'acteur Cha In-Pyo. L'acteur et Ahn voient cela comme un compliment.

## Carrière

### Club
- 1996 : Université Ajou  Corée du Sud
- 1997-2000 : Busan I'Park  Corée du Sud (54 matches, 27 buts)
- 2000-02 : Perugia  Italie (30 matches, 5 buts)
- 2002-03 : Shimizu S-Pulse  Japon (38 matches, 14 buts)
- 2004-05 : Yokohama F. Marinos  Japon (34 matches, 16 buts)
- 2005-janvier 06 : FC Metz  France (16 matches, 2 buts)
- janvier 2006-07 : MSV Duisbourg  Allemagne (12 matches, 2 buts)
- 2007-08 : Samsung Bluewings  Corée du Sud (15 matches, 0 buts)
- 2008 : Busan I'Park  Corée du Sud (19 matchs, 4 buts)
- 2009 : Dalian Shide  Chine (18 matchs, 6 buts)

### Sélections sud-coréenne
- 1999-2006 :  Corée du Sud (69 sélections et 17 buts)

### Buts internationaux
| Date             | Lieu      | Adversaire          | But    | Resultat      | Compétition                        |
| ---------------- | --------- | ------------------- | ------ | ------------- | ---------------------------------- |
| 13 novembre 1998 | Beijing   | Chine               | 1 but  | 3-0           | Match amical                       |
| 12 juin 1999     | Séoul     | Mexique             | 1 but  | 1-1           | Korea Cup                          |
| 20 décembre 2000 | Tokyo     | Japon               | 1 but  | 1-1           | Match amical                       |
| 16 mai 2002      | Pusan     | Écosse              | 2 buts | 4-1           | Match amical                       |
| 10 juin 2002     | Daegu     | États-Unis          | 1 but  | 1-1           | Coupe du monde 2002                |
| 18 juin 2002     | Daejeon   | Italie              | 1 but  | 1-1 (2-1 a.p) | Coupe du monde 2002                |
| 20 novembre 2002 | Séoul     | Brésil              | 1 but  | 2-3           | Match amical                       |
| 31 mai 2003      | Tokyo     | Japon               | 1 goal | 1-0           | Match amical                       |
| 4 décembre 2003  | Tokyo     | Hong Kong           | 1 but  | 3-1           | Coupe d'Asie de l'Est 2003         |
| 14 février 2004  | Ulsan     | Oman                | 2 buts | 5-0           | Match amical                       |
| 9 juin 2004      | Daejeon   | Viêt Nam            | 1 but  | 2-0           | Qualifications coupe du monde 2006 |
| 23 juillet 2004  | Jinan     | Émirats arabes unis | 1 but  | 2-0           | Coupe d'Asie 2004                  |
| 27 juillet 2004  | Jinan     | Koweït              | 1 but  | 4-0           | Coupe d'Asie 2004                  |
| 12 novembre 2005 | Séoul     | Suède               | 1 but  | 2-2           | Match amical                       |
| 13 juin 2006     | Frankfurt | Togo                | 1 but  | 2-1           | Coupe du monde 2006                |
| 16 août 2006     | Taipei    | Taipei chinois      | 1 but  | 3-0           | Qualifications coupe d'Asie 2007   |

## Palmarès
- Joueur de l'année de la K-League : 1999
- Dans l'équipe type de la K-League : 1998, 1999
- Nommé en tant que meilleur footballeur de l'année de l'AFC : 2002